# Zajączkowo (Couïavie-Poméranie)
Pour les articles homonymes, voir Zajączkowo.
Zajączkowo est un village de Pologne situé en Couïavie-Poméranie, dans le Powiat de Toruń et dans le gmina (commune) de Chełmża.

## Histoire
À Zajączkowo se trouvent les ruines de l'église gothique Saint-Jean-Baptiste, datant du XIIIe siècle. C'était une église à nef unique avec un portail gothique, une sacristie au nord, un porche au sud et deux pignons à l'est et à l'ouest. Elle était construite en pierres des champs taillées, liées au mortier de chaux. L'église était couverte d'un toit à deux versants et la sacristie d'un toit en bois. Du côté ouest, une petite tour avec trois cloches y était suspendue. La dernière messe fut célébrée en 1834 et, en 1865, à la demande du gouvernement prussien, la démolition commença malgré les objections de l'évêque. Une plaque commémorative de l'église se trouve à côté des ruines.

## Démographie
De 1975 à 1998, la ville faisait administrativement partie de la voïvodie de Toruń. Selon le recensement national polonais de 2011, il y avait 156 habitants.